# 沙头镇 (苍梧县)
沙头镇，是中华人民共和国广西壮族自治区梧州市苍梧县下辖的一个乡镇级行政单位。

## 行政区划
沙头镇下辖以下地区：
沙头社区、沙头村、龙科村、新村、沙岐村、铁塘村、大寨村、中平村、双尚村、大片村、上垌村、横江村、兴旺村、塘湾村、深塘村、大平村、思艾村、新建村、参田村、石川村和永乐村。